# Igaï
Igaï est un dieu égyptien tardif des oasis, est représenté en étendard surmonté des sceptres Ouas.
Igaï serait également assimilé à Anubis. Il porterait également une tête de chacal.